# Control (álbum de Teena Johnsons)
Control é o último álbum ao vivo de Teena Johnsons. Foi gravado nos Estados Unidos, vendeu muito, porém acabou com a carreira de Teena pelas polêmicas e vulgaridades, muitos pais denunciaram Teena por ensinar as crianças a ser vulgar. Este álbum acabou com a carreira de Teena.

## Faixas
| Control |                          |         |  |
| N.º     | Título                   | Duração |  |
| 1.      | "No Longer"              |         |  |
| 2.      | "Control"                |         |  |
| 3.      | "You Do Not Dominate Me" |         |  |
| 4.      | "In Ass (Bônus)"         |         |  |

## Singles
| Control |                  |         |  |
| N.º     | Título           | Duração |  |
| 1.      | "Control"        |         |  |
| 2.      | "In Ass (Bônus)" |         |  |